# Dolmen von Lindeskov
Der Dolmen von Lindeskov (DKC: 090603.18) bei Ellested auf der dänischen Insel Fünen ist ein Ost-West orientierter, freistehender Dolmen (Typ II) mit rechteckigem Grundriss. Die 1,4 m lange und 0,9 m breite Kammer wird von fünf erhaltenen Tragsteinen und dem Deckstein gebildet.
In der Nähe liegt der Langdolmen Stenbjerggård.